# Astracantha compacta
Astracantha compacta là một loài thực vật có hoa trong họ Đậu. Loài này được (Lam.) Podl. miêu tả khoa học đầu tiên năm 1983.